# 알라모사우루스
알라모사우루스(Alamosaurus)는 중생대 백악기 후기(약 7,000만년 전~6,600만년 전), 오늘날 북아메리카 대륙에 서식한 용각류의 일종인 초식공룡이다. 학명은 '알라모의 도마뱀'이라는 뜻으로, 뉴멕시코주 북서부에 있는 알라모 요세에서 유래되었다. 또 유타주와 텍사스주에서도 화석이 발견되었지만 그 수는 적다. 티타노사우루스과에 속하는 공룡이다.

## 크기
이제까지 발견된 알라모사우루스의 화석은 모두 부분적인 것으로 완전한 골격이 발견되지는 않았다. 전체 몸 길이는 약 21m, 체중은 30t, 높이는 5m정도 되었을 것으로 추정되었으나, 이전 표본은 모두 아성체의 것으로 밝혀지며 길이 26m, 무게 38톤 가량의 공룡으로 학설이 수정되었다.

## 발견
알라모사우루스는 1920년대 미국 뉴멕시코주 오조 알라모 지층에서 처음 발견되었다.그러다가 제2차 세계대전 이후인 1946년에 유타, 텍사스등 미국 남서부 다른 주에서도 알라모사우루스의 화석이 추가로 발견되었는데 발견되었던 화석들은 모두 좌골과 견갑골, 꼬리뼈, 일부 척추, 이빨 등이었다. 게다가 미국 북서부 와이오밍주와 멕시코 북부의 백악기 후기 지층에서도 알라모사우루스로 추측되는 용각류 공룡의 화석 잔해가 발견되었는데 미국 와이오밍주와 멕시코에서 발견된 용각류는 학자들이 알라모사우루스로 보고 있다.

## 특징
이 공룡의 가장 큰 특징은 바로 백악기 후기의 북아메리카에서 서식한 용각류라는 것이다. 게다가 몇 가지 특징을 봐도 남반구의 티타노사우루스류 용각류의 특징이 나타나는데 일부 공룡학자들은 백악기 후기 남아메리카 대륙에서 서식하던 티타노사우루스 무리의 일부가 북아메리카 대륙으로 이동, 정착하여 알라모사우루스로 진화했다고 주장하기도 한다. 그러나 알라모사우루스의 조상뻘 되는 티타노사우루스류 용각류가 남아메리카에서 왔는지는 불확실하다. 이 때 당시 백악기 후기 남아메리카는 지금처럼 북아메리카와 육지로 연결되어 있지 않고 바다로 막힌 고립된 섬 지형이었기 때문. 이 때문에 어떤 학자들은 알라모사우루스의 조상 공룡이 살타사우루스나 푸탈로근코사우루스, 아르헨티노사우루스 같은 남아메리카의 티타노사우루스류가 아니라 몽골에서 살던 오피스토코엘리카우디아, 네메그토사우루스 같은 티타노사우루스류 용각류가 베링 해협을 건너 북아메리카로 건너와 진화했을 것이라며 몽골의 티타노사우루스류 용각류가 알라모사우루스의 조상이었을 것이라고 주장한다.일단 현재는 알라모사우루스가 오피스토코엘리카우디아같은 아시아 용각류와 연관이 있을것으로 추정된다.